# Uğur Şahin

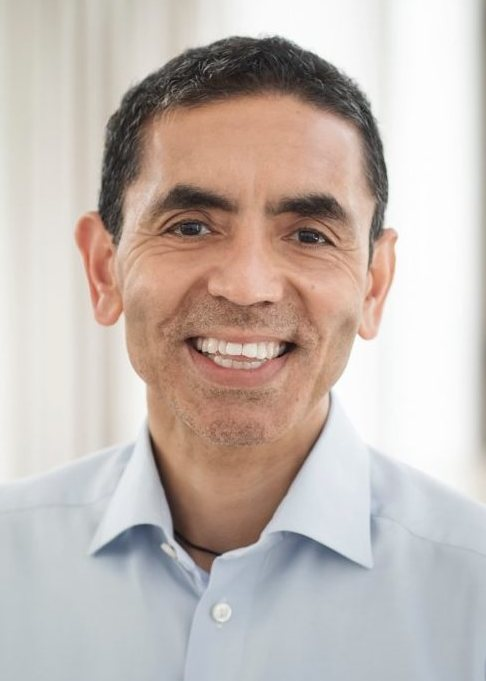
Uğur Şahin (2019)

Uğur Şahin (1965) is een Duits arts van Turkse afkomst, gepromoveerd op immuuntherapie bij tumorcellen en professor aan de Universiteit van Mainz. Hij is samen met Özlem Türeci mede-oprichter van het biotechnologiebedrijf BioNTEch die het eerst een COVID-19-vaccin ontwikkelde.

## Biografie
Uğur Şahin komt in 1970 op vierjarige leeftijd samen met zijn moeder wonen bij zijn vader die in Keulen als gastarbeider bij de Ford fabrieken werkt. 
In 1984 gaat hij geneeskunde studeren aan de universiteit van Keulen en promoveert er in 1992 summa cum laude (met de hoogste lof) op immuuntherapie bij tumorcellen. Sinds 1999 is hij professor bij de Universiteitskliniek in Homburg en vanaf 2006 aan de Universiteit van Mainz, waar hij daarna aan het hoofd kwam te staan van het Centrum voor Oncologie. 
Hij is getrouwd met Özlem Türeci in 2002 en ze hebben samen een dochter. 

### Loopbaan
In 2001 richt hij het bedrijf Ganymed Pharmaceuticals op. En later, in 2008, ook BioNTech.

## Erkenning en onderscheidingen
- 1995 - Vincenz Czerny Prize  (Deutsche Gesellschaft für Hämatologie und Medizinische Onkologie - DGHO)
- 1995 - Merit Award (American Society of Clinical Oncology - (ASCO))
- 2005 - Georges-Köhler-Preis (Deutschen Gesellschaft für Immunologie)
- 2006 - GO-Bio Preis (Federale Ministerie van Onderwijs en Onderzoek)
- 2010 - GO-Bio Preis (Federale Ministerie van Onderwijs en Onderzoek)
- 2019 - Mustafa Prijs (Organisatie voor Islamitische Samenwerking)
- 2019 - Deutscher Krebspreis
- 2020 - Person of the Year (Financial Times)[2]
- 2021 - Grootkruis van Verdienste met Ster (Orde van Verdienste van de Bondsrepubliek Duitsland)[3]